# Arise (canção)
"Arise" é o primeiro single oficial do Sepultura, e também o primeiro dos três singles que foi lançado no álbum do mesmo nome.
A música é umas das canções mais conhecidas do Sepultura e algumas vezes chamada uma obra-prima do thrash metal. Max Cavalera afirma que é a música mais favorita dele do Sepultura e esta especialmente orgulhosa da faixa.

## Videoclipe
Um videoclipe controverso da música foi produzindo e ponde ser encontrado no VHS Third World Chaos, que mais tarde foi lançado em DVD como parte do Chaos DVD. O vídeo foi filmando em Death Valley e incluir filmasses da banda jogando durante o dia, misturando com images de uma figura tipo Jesus Cristo em uma câmara de gás, pendurado na crus. O vídeo foi banido por MTV America por ao seu imaginário religioso apocalíptico.